# 堺橋仮乗降場

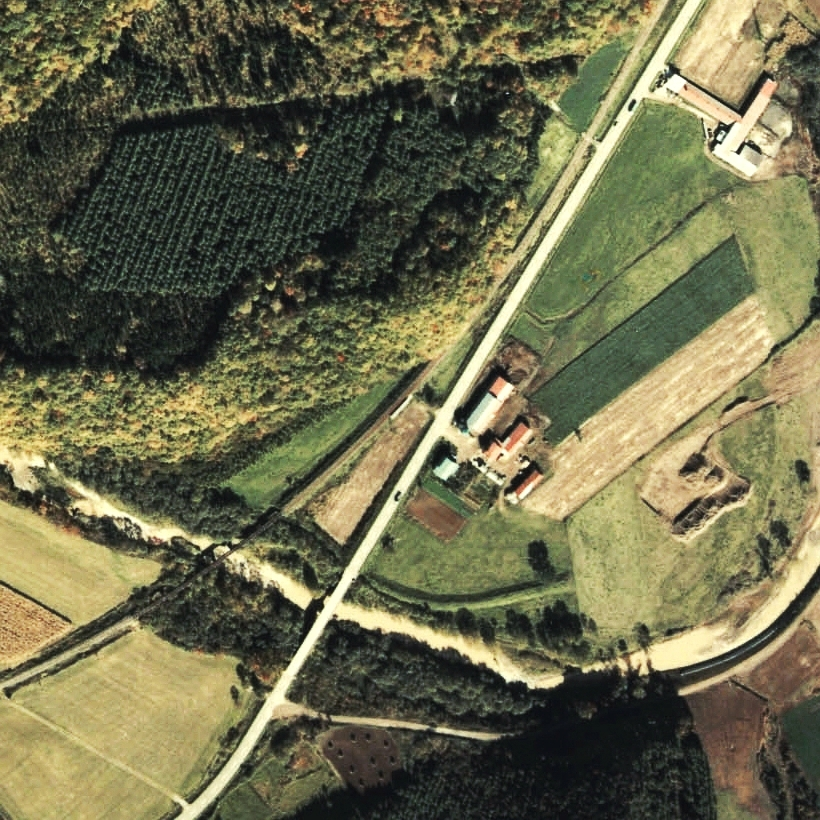
1977年の堺橋仮乗降場と周囲約500m範囲。右上が網走方面。下に流れるのはサロマ湖へ向かって流れる佐呂間別川で、ここに掛かる道路橋が「境」橋。（字体の異なる理由は不明）

堺橋仮乗降場（さかいばしかりじょうこうじょう）は、北海道（網走支庁）常呂郡佐呂間町字知来にかつて設置されていた、日本国有鉄道（国鉄）湧網線の仮乗降場（廃駅）である。湧網線の廃線に伴い、1987年（昭和62年）3月20日に廃止された。
一部の普通列車は通過した（1986年（昭和61年）3月3日改正時点で、下り3本上り4本）。

## 歴史
- 1956年（昭和31年）12月20日 - 日本国有鉄道（国鉄）湧網線の堺橋仮乗降場（局設定）として開業[1]。
- 1987年（昭和62年）3月20日 - 湧網線の全線廃止に伴い、営業を停止、廃止となる[1]。

## 駅構造
廃止時点で、1面1線の単式ホームと線路を有する地上駅であった。プラットホームは、線路の東側（網走方面に向かって右手側）に存在した。転轍機を持たない棒線駅となっていた。
廃止時まで仮乗降場であり、無人駅となっていた。ホームは網走方にスロープを有し、駅施設外に連絡していた。

## 駅名の由来
当仮乗降場附近を流れ、佐呂間町東地区と知来地区の境となる佐呂間別川に架かる橋の名前に由来している。但し橋の名は「境橋」であり、仮乗降場名とは相違がある。
弘済出版社の道内時刻表には「境橋」と書かれ「さかえばし」と読みがふってあり、漢字とよみのどちらも一致していなかった。

## 駅周辺
- 北海道道103号留辺蘂浜佐呂間線
- 北海道道886号知来東線[5]
- 佐呂間別川[5]
- 佐呂間町ふれあいバス（フリー乗降）

## 駅跡
2011年（平成23年）時点では当仮乗降場の設置場所は確認できたが、跡地は更地となり、何も残っていない。

## 隣の駅
日本国有鉄道
湧網線 
佐呂間駅 - 堺橋仮乗降場 - <興生沢仮乗降場> - 知来駅